# Oldsmobile Bravada
L'Oldsmobile Bravada va ser un vehicle de tipus mid size luxury SUV (tot-terreny de luxe) fabricat per Oldsmobile, una divisió de General Motors durant els anys 1991-2004, on curiosament, el 1995 no se'n va fabricar cap. Tots els Bravada van ser fabricats a la planta de Moraine, Ohio.
No va tenir cap substitut, perquè la marca Oldsmobile va desaparèixer, però realment el Bravada va seguir-se fabricant, això si, sota nom i marca diferent (i, òbviament, amb els canvis estètics que comporta): Buick Rainier.
El Bravada constitueix el primer tot-terreny SUV fabricat per Oldsmobile des dels anys 1920, i només va distribuir-se als Estats Units.

## Primera generació (1991-1994)

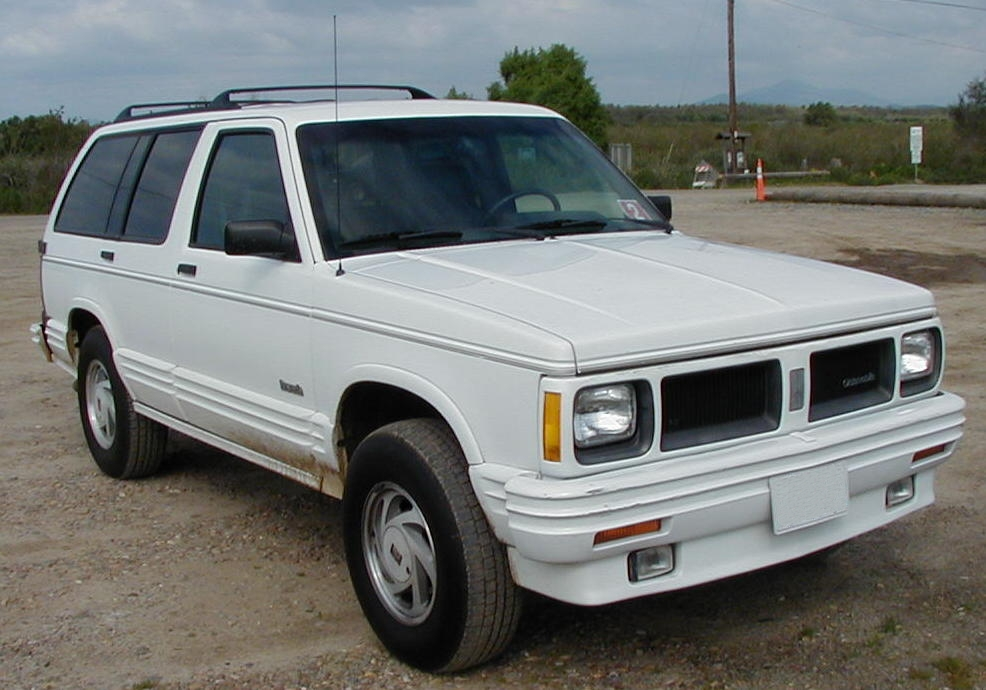
Oldsmobile Bravada del 1992

El Bravada, construït sota el xassís GMT330, era un S-Blazer/Jimmy de major luxe. A diferència d'aquests, equipa un sistema de tracció integral, el "Smart Track" i tapisseria de pell; també podia optar-se per unes suspensions preparades per circular fora de la carretera.
Dimensions del Bravada:
Batalla (Wheelbase): 2,717 m (107.0 in)
Llargada (Length): 4,544 m (178.9 in)
Amplada (Width): 1,656 m (65.2 in)
Alçada (Height): 1,663 m (65.5 in)
Mecànicament, va oferir-se amb una única mecànica, el 4.3L Vortec 4300 TBI V6 de 160 cv i 312 N·m el 1991. El 1992, el Vortec 4300 V6 s'actualitza (sistema CPFI) i passa a tenir 200 cv.
La transmissió és automàtica de 4 velocitats amb sobre-marxa (overdrive).
El 1994 es presenta un paquet "Special Edition" que inclou acabats daurats i pneumàtics per a totes les estacions (all-season tires).
Vehicles relacionats amb el Bravada són el Chevrolet S-Blazer, GMC Jimmy, GMC Sonoma, GMC Typhoon i Chevrolet S-10.

## Segona generació (1996-2001)

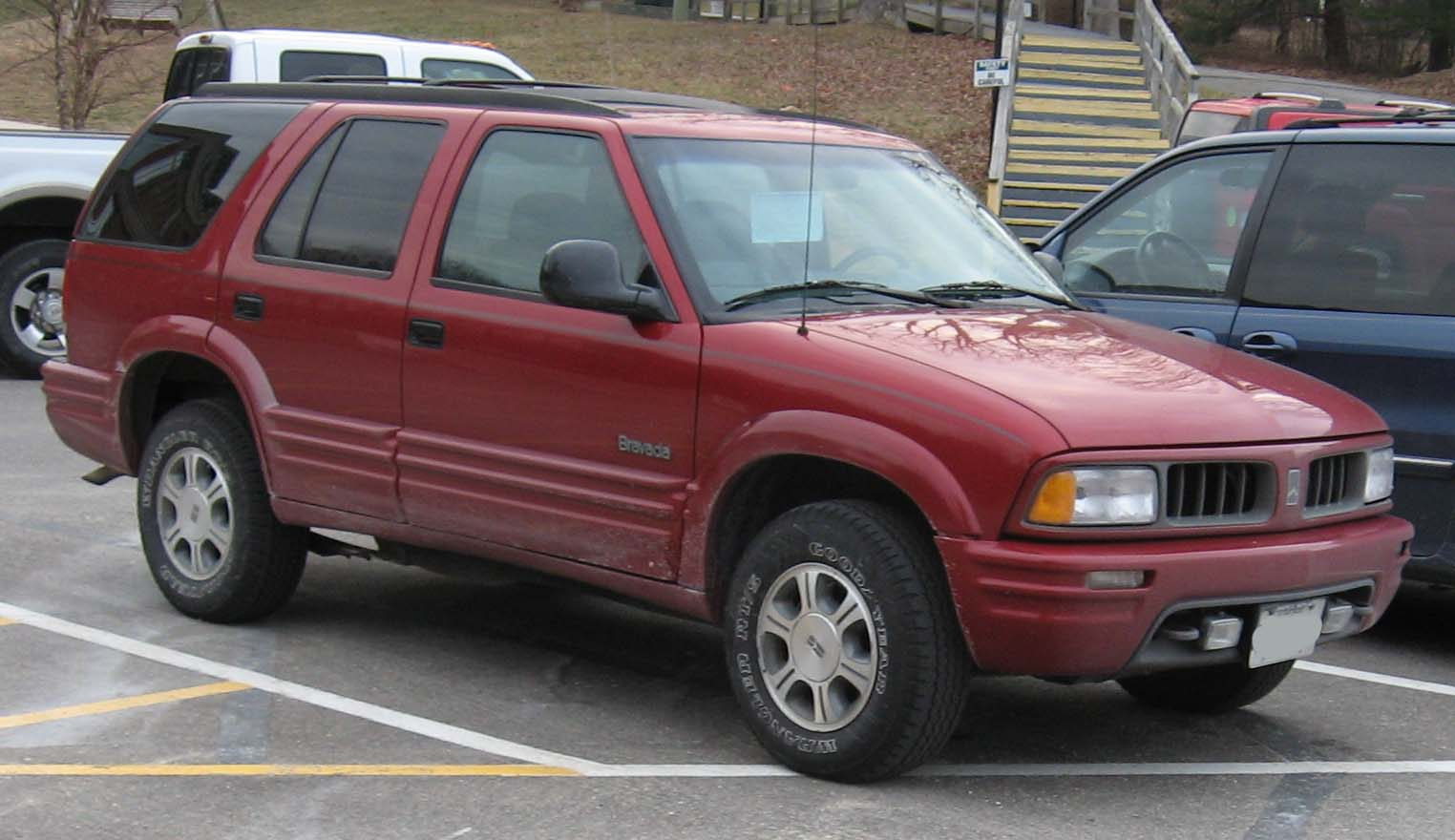
Oldsmobile Bravada del 1996-1997

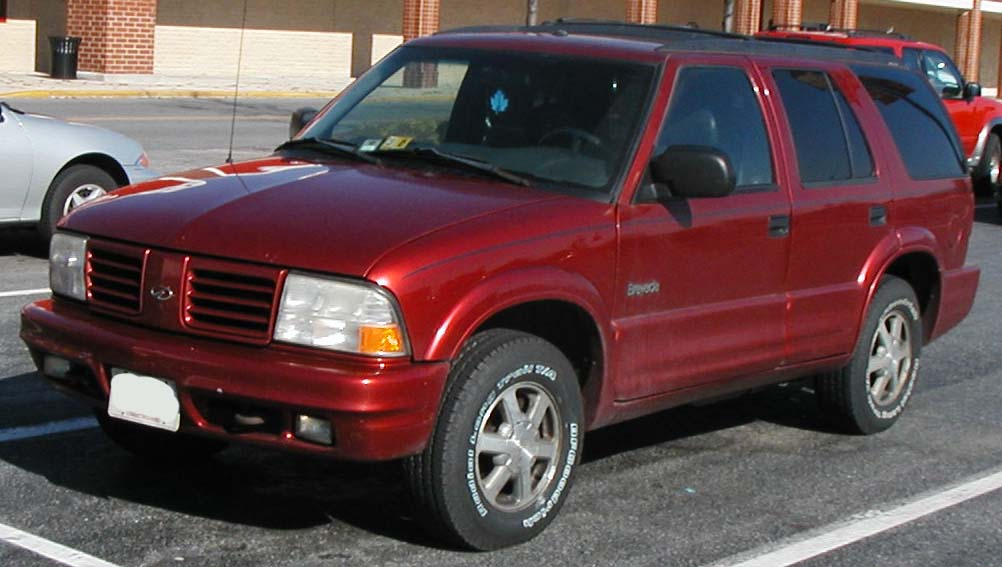
Oldsmobile Bravada del 1998-2001

En aquesta ocasió, rep un restyling, perdent aquest aspecte tan "quadrat" de l'anterior generació (aquest també afecta a l'interior del Bravada). El sistema "Smart Trak" s'actualitza i ara es controla per ordinador i treballa més com un control de tracció, perquè en condicions normal les rodes motrius són les posteriors. Fars de dia són de sèrie, així com l'airbag de conductor.
Dimensions del Bravada:
Batalla (Wheelbase): 2,717 m (107.0 in)
Llargada (Length): 4,594 m (180.9 in)
Amplada (Width): 1,689 m (66.5 in)
Alçada (Height): 1,605 m (63.2 in)
Mecànicament, va oferir-se amb una única mecànica, el 4.3L Vortec 4300 CSFIV6 de 190 cv. La transmissió és automàtica de 4 velocitats amb sobre-marxa (overdrive).
El 1998 rep una actualització. Exteriorment rep una nova graella que s'inspira amb el disseny de l'Aurora, amb un interior revisat i la inclusió d'airbags frontals.
El 1999 s'afegeix el sistema OnStar i un equip d'audio Bose. L'any següent es presenta el paquet "Platinum Edition".
Vehicles relacionats amb el Bravada són el Chevrolet S-Blazer, GMC Jimmy, GMC Sonoma, Isuzu Hombre i Chevrolet S-10.

## Tercera generació (2002-2004)

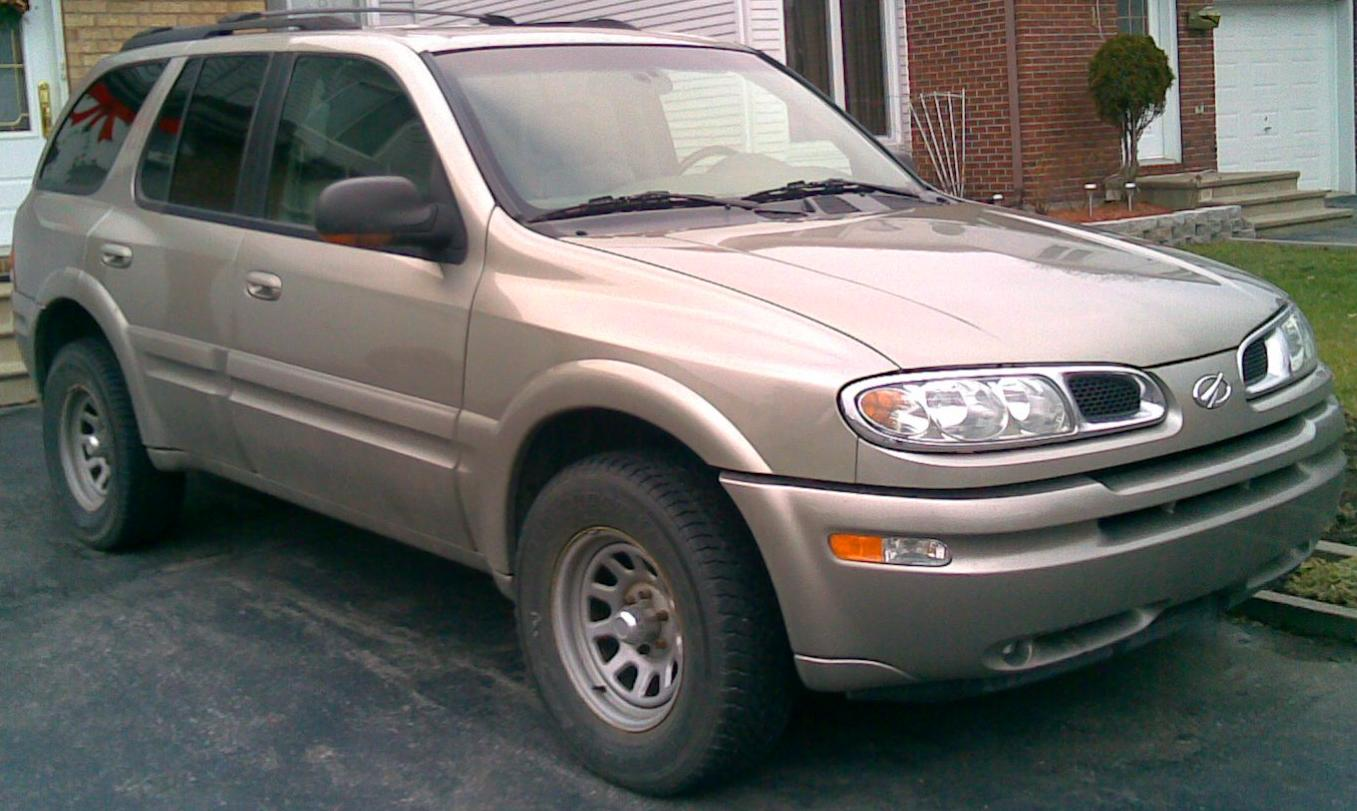
Oldsmobile Bravada del 2002-2004

El nou Bravada estrena un nou xassís, el GMT360 que augmenta considerablement les mides del Bravada. I, com també ho fa el GMC Envoy, usa un nou motor de gasolina de 6 cilindres en línia. També és el primer cop que s'ofereix, a part de la versió integral "Smart Trak", una versió de propulsió, convertint-lo en el primer Oldmobile de propulsió des del Custom Cruiser del 1992.
Dimensions del Bravada:
Batalla (Wheelbase): 2,870 m (113.0 in)
Llargada (Length): 4,871 m (191.8 in)
Amplada (Width): 1,915 m (75.4 in)
Alçada (Height): 1,892 m (74.5 in)
Mecànicament, va oferir-se amb una única mecànica, el 4.2L Atlas LL8 L6 de 270 cv. La transmissió és automàtica de 4 velocitats amb sobre-marxa (overdrive).
Com molts Oldsmobile, també va tenir una edició especial restringida a unes unitats que incloïen un paquet d'equipament específic de fàbrica; en aquest cas, restringit a 500 unitats.
Vehicles relacionats amb el Bravada són el Chevrolet SSR, Chevrolet TrailBlazer, GMC Envoy, Isuzu Ascender i Buick Rainier.
Rivals del Bravada són el Mercury Mountaineer, Mitsubishi Pajero i Toyota 4Runner.